# جيف تشوكيت
جيف تشوكيت (بالإنجليزية: Jeff Choquette)‏ هو سائق سباق أمريكي، ولد في 22 ديسمبر 1986 في The Acreage, Florida ‏ في الولايات المتحدة.

## وصلات خارجية
- جيف تشوكيت على موقع Racing-Reference.info (الإنجليزية)